# Истерберг
Истерберг (нем. Isterberg) — община в Германии, в земле Нижняя Саксония.
Входит в состав района Графство Бентхайм. Подчиняется управлению Шютторф. Население составляет 612 человек (на 31 декабря 2010 года). Занимает площадь 20,28 км².
Коммуна подразделяется на 2 сельских округа.
| Год  | Население |
| ---- | --------- |
| 1990 | 651       |
| 1995 | 625       |
| 2000 | 639       |
| 2005 | 612       |
| 2010 | 613       |